# NGC 5627
NGC 5627 is een lensvormig sterrenstelsel in het sterrenbeeld Ossenhoeder. Het hemelobject werd op 4 april 1831 ontdekt door de Britse astronoom John Herschel.

## Synoniemen
- UGC 9280
- MCG 2-37-13
- ZWG 75.46
- PGC 51705